# Metropole Orkest
Metropole Orkest je orchestr působící v nizozemském Hilversum od roku 1945, kdy jej založil dirigent Dolf van der Linden. Ten soubor vedl až do roku 1980, kdy jeho vedení předal Rogier van Otterloo (do 1988). Později funkci hlavního dirigenta zastávali Dick Bakker (1991–2005), Vince Mendoza (2005–2013) a Jules Buckley (od 2013). Orchestr doprovázel řadu hudebníků, mezi něž patří například Elvis Costello, Professor Green, Laura Mvula a Chuck Israels. Velšský hudebník a skladatel John Cale odehrál za doprovodu tohoto orchestru premiéru svého cyklu The Falklands Suite (1987). Roku 1998 jej orchestr doprovázel při speciálním koncertu s názvem With a Little Help from My Friends. Roku 2017 byla vyhlášena soutěž o skupinu, která vytvoří společný projekt s orchestrem. Zvítězila metalová kapela Epica. Jejich společná nahrávka „Beyond the Matrix: The Battle“ byla vydána 26. října roku 2018.